# Menudillos

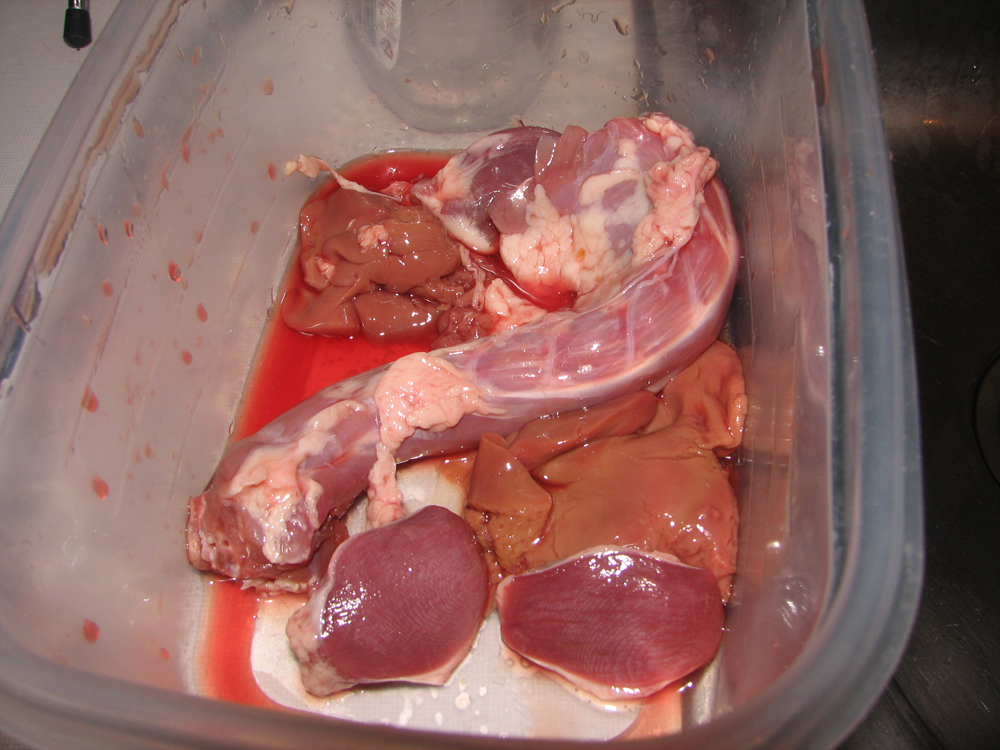
Menudillos y cuello de pato crudos.

Los menudillos, menudos o menudencias son las vísceras comestibles de un ave, incluyendo típicamente el corazón, la molleja, el higadillo y otros órganos internos. El vocablo es solo de uso culinario.
Las aves enteras vendidas en carnicerías suelen incluir los menudillos (a veces en una bolsa en la cavidad corporal). Aunque no cae dentro de la definición anterior, el cuello y las patas se incluyen a menudo en ellos, pues debe separarse del cuerpo durante el proceso de preparación.
Diversas recetas usan menudillos. Si un ave va a estofarse, tradicionalmente sus menudillos se pican y se añaden al relleno, si bien algunas autoridades sanitarias recomienda cocerlas separadamente. También pueden usarse para otros fines, como el pastel de menudillos o el gravy de menudillos, típico del sur de Estados Unidos. Se pueden cocinar como platillo independiente. En España, platos tradicionales son por ejemplo: los riñones al jerez, las mollejas rebozadas, empanadas o al ajillo, los higaditos encebollados, etcétera. El hígado no suele aderezarse con especias, pues su sabor fuerte tiene a dominar el de otros ingredientes. Los menudillos también pueden usarse en recetas de hígado, como el paté o el yakitori, además de para elaborar alicot, un estofado francés.
Muchas aves, especialmente las vendidas en los supermercados, se despiezan y por tanto no incluyen los menudillos, que pueden comprarse separadamente en la carnicería, si bien su demanda es baja en la mayoría de los países occidentales, por lo que con frecuencia se vende para elaborar comida para mascotas.